# Enos mazurka
Enos mazurka is een vlinder uit de familie van de Lycaenidae. De wetenschappelijke naam van de soort werd als Thecla mazurka in 1867 gepubliceerd door William Chapman Hewitson.